# Euclasta pauli
Euclasta pauli là một loài bướm đêm trong họ Crambidae.